# Rock 'N Roll Train
Singles de AC/DC
Satellite Blues
(2001) Big Jack
(2008)
Rock 'N Roll Train est un morceau du groupe de hard rock australien AC/DC paru sur l'album Black Ice en 2008. Il est la première piste de Black Ice.
C'est le premier morceau de l'album Black Ice à être passé à la radio. Le groupe a sorti la chanson en single sous le format vinyle avec War Machine sur la face B. Le 45 tours est sorti sous forme de pochette avec son propre artwork et il n'a été disponible aux États-Unis que dans quelques magasins de disques indépendants.
Comme pour l'album Black Ice, le single eut un énorme succès. Il a été utilisé dans de nombreuses publicités à la télévision. Il est resté numéro 1 au US Billboard Hot Mainstream Rock Tracks pendant plus de trois semaines. Les paroles ne figurent pas dans le single.

## Arrière-plan
La chanson a d'abord été entendue par les fans le 15 août 2008, au tournage du clip à Londres. La chanson a la particularité d'être la première chanson d'un artiste majeur à être divulguée en ligne en toute légalité quand un fan écossais, présent lors du tournage du clip, a mémorisé le riff et a chanté la chanson sur une vidéo qu'il a ensuite posté sur YouTube le 17 août 2008.
Le 27 août 2008, vers minuit, le single a pu être téléchargé sur le site officiel de AC/DC ainsi que sur MySpace. La chanson a fait ses débuts à la radio dans le monde entier le 28 août à 17h, heure de Nouvelle-Zélande sur la station The Rock Radio. Beaucoup de radios australiennes l'ont passées directement après les informations de 16h. Et plus tard, elle fait son chemin sur Classic Rock, Planet Rock, Virgin Radio Classic Rock, Radio Caroline, radio2XS et Rock Radio au Royaume-Uni. La chanson apparait en Amérique du Nord le 28 août dans CKQB-FM en Ottawa, Ontario, Canada. Rock 'n' Roll Train a débuté en numéro un sur la Chart rock canadien pour la semaine se terminant le 5 septembre.
Le 30 août 2008, la chanson a été diffusée largement sur les chaînes de télévision ESPN et American Broadcasting Company à l'occasion du premier jour de la saison de football des lycées des États-Unis. Les chansons Thunderstruck et For Those About to Rock (We Salute You) d'AC/DC ont également été diffusées ce jour-là. Elle a ensuite été entendue dans une promotion de CBS Esprits criminels. Elle atteindra par la suite la première place au US Billboard Hot Mainstream Rock Tracks chart et en novembre 2008 elle devient la première chanson d'AC/DC à entrer au US dance chart.
Tout au long du mois de novembre, le site internet du World Wrestling Entertainment présente le clip de Rock 'N Roll Train ainsi que la chanson Spoilin' for a Fight, comme étant le thème de Survivor Series 2008.
La chanson est utilisée pour ouvrir chaque concert du Black Ice Tour. Un dessin animé est d'abord projeté sur l'écran géant surplombant la scène, à la fin de ce dessin animé un grand train vient s'écraser sur scène. C'est à ce moment que le groupe arrive et se met à interpréter la chanson.
Rock 'N Roll Train est utilisée dans un épisode de la série Le Retour de K 2000 intitulé Kitt contre Karr.

## Liste des titres du single
1. Rock 'n' Roll Train - 4:21
2. War Machine - 3:09

## Clip vidéo
Le 15 août 2008, AC/DC filme le clip accompagné de la chanson à Londres. La vidéo a fait sa première apparition sur le site officiel du groupe le 19 septembre.
Le 23 octobre 2008, le groupe sort le clip en ASCII Art à l'aide du tableur Microsoft Excel. Ce fut le premier clip à être produit dans ce format.

## Awards
En 2009, Rock 'n' Roll Train est nommé pour un Grammy Award dans la catégorie "meilleure performance Rock en duo ou en groupe" mais ne le gagne finalement pas.

## Chart performance
| Chart (2008)                              | Peak position |
| ----------------------------------------- | ------------- |
| U.S. Billboard Hot Mainstream Rock Tracks | 1             |
| U.S. Billboard Hot Modern Rock Tracks     | 25            |
| U.S. Billboard Hot Dance Club Play        | 30            |
| Canadian Hot 100                          | 45            |
| Japan Hot 100                             | 44            |
| Portugal Singles Top 50                   | 41            |
| Spain Singles Top 20                      | 4             |